# Tecapagco
Tecapagco är en ort i Mexiko.   Den ligger i kommunen Cuautempan och delstaten Puebla, i den sydöstra delen av landet, 150 km öster om huvudstaden Mexico City. Tecapagco ligger 1 714 meter över havet och antalet invånare är 302.
Terrängen runt Tecapagco är bergig åt nordost, men åt sydväst är den kuperad. Terrängen runt Tecapagco sluttar norrut. Runt Tecapagco är det ganska tätbefolkat, med 70 invånare per kvadratkilometer. Närmaste större samhälle är Zacapoaxtla, 19,0 km öster om Tecapagco. I omgivningarna runt Tecapagco växer i huvudsak blandskog.